# Förbundsdagsvalet i Västtyskland 1949
Förbundsdagsvalet i Västtyskland 1949 ägde rum den 14 augusti och var det första förbundsdagsvalet i det nybildade Västtyskland. Det var det första fria valet i Tyskland sedan 1932, bortsett från de val som skett på förbundslands- och kommunalnivå sedan 1946 och framåt.

## Resultat

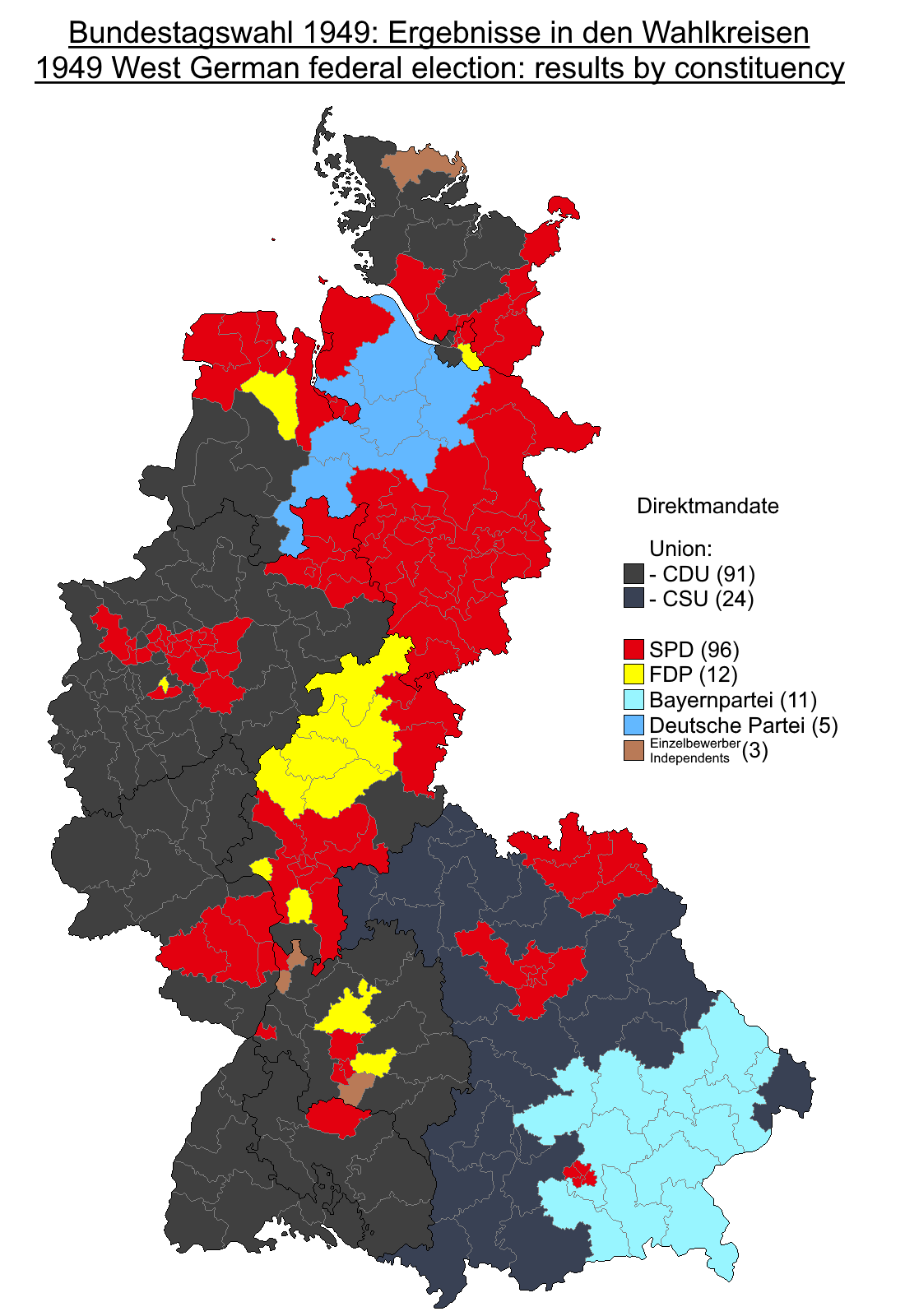
Valkretsresultat

|  |

|  |

|  |

|  |

|  |

|  |

|  |

|  |

|  |

|  |

|  |

|  |

|  |

|  |